# Çalışkan
Çalışkan (türk.: „fleißig“) ist ein türkischer weiblicher und männlicher Vorname, der auch als Familienname vorkommt. Nur als Familienname tritt auch die Form Calışkan auf. 

## Namensträger

### Familienname Çalışkan
- Beyhan Çalışkan (* 1960), türkischer Fußballspieler und -trainer
- Eray Çalışkan (* 1981), türkischer Fußballspieler
- Kerem Çalışkan (* 1950), türkischer Journalist, ehemaliger Chefredakteur der Europa-Ausgabe der Hürriyet
- Nizamettin Çalışkan (* 1987), deutsch-türkischer Fußballspieler
- Rıfat Çalışkan (1940–2009), türkischer Radrennfahrer
- Selmin Çalışkan (* 1967), Generalsekretärin der deutschen Sektion von Amnesty International
- Sema Çalışkan (* 1996), türkische Boxerin

### Familienname Calışkan
- Mahmut Calışkan (* 1966), deutscher Fußballspieler
- Nevrez Calışkan (* 1968), deutscher Unterhaltungskünstler
- Noel Calışkan (* 2000), deutscher Fußballspieler

### Familienname Caliskan
- Kadir Caliskan (* 1986), Ringer, Grafiker und Fotograf
- Mert Caliskan (* 2000), deutscher Boxer
- Tuncay Caliskan (* 1977), österreichischer Taekwondo-Kämpfer